# Марсія Ґей Гарден
Марсія (Марша) Ґей Гарден (англ. Marcia Gay Harden, 14 серпня 1959) — американська акторка. Володарка премії «Оскар» (2000) за роль другого плану в біографічній драмі «Поллок», номінантка премії «Оскар» за роль у фільмі «Таємнича ріка».

## Життєпис
Народилася 14 серпня 1959 у містечку Ла-Хоя, Каліфорнія, США, в багатодітній родині Беверлі Башфілд та офіцера ВМС США Теда Гарольда Гарда. В родині з 5 дітей вона була третьою.
Оскільки батько Марші був військовим, родина багато подорожувала і жила в Японії, Греції, Німеччини та штатах Каліфорнія і Меріленд.
У 1976 році Маршу закінчила середню школу в місті Клінтон, штат Меріленд. У школі вона не вирізнялася і була поступливою і розумною ученицею. Вчителі хвалили Маршу і завжди ставили в приклад. Вступила до Університету Техасу в Остіні, де здобула ступінь бакалавра мистецтв з театральною спеціалізацією. Пізніше пройшла театральний курс в престижній школі мистецтв Тиша при Університеті Нью-Йорка, де здобула ступінь майстрині мистецтв.

### Кар'єра в кіно
Свою першу роль Марсія отримала в 1979 році в студентському фільмі. Протягом 1980-х вона знімалася в основному на телебаченні. У 1985 році вперше отримала головну роль у фільмі «Творець політичних образів».
Справжнім проривом став 1990 рік, коли вона виконала головну роль у фільмі «Перехрестя Міллера». Критика тут же помітила її і назвала «багатообіцяючою новою акторкою». У 1996 році знялась у комедії «Клуб перших дружин». Зіграла Еллісон Періш у містичній мелодрамі «Знайомтеся — Джо Блек» 1998 року.
Гарден оцінили у 2001 році — вона отримала перший «Оскар» за роль другого плану, Лі Краснер, у фільмі «Поллок». Після цього вона стала з'являтися на екрані ще частіше, дуже багато знімаючись в кіно та телебаченні.
У 2004 році за роль у фільмі «Таємнича ріка» знову номінувалася на «Оскар». У 2006 році Гарден знялася у Лассе Галльстрема в «Містифікації» та трилері «Мертва дівчинка». У 2007 році вийшли дві гучних картини за участю акторки — драма «В диких умовах» Шона Пенна та екранізація роману Стівена Кінга «Імла», за гру в останньому вона отримала премію «Сатурн». У 2008 році з'явилася в біографічній стрічці «Різдвяний котедж» і драмі «Будинок».
Разом з Крістофером Вокеном та Морганом Фріменом у 2009 році зіграла у комедії «Крадіжка в музеї».

### Кар'єра на телебаченні
На телебачення Марша Гарден прийшла в 1987 році, отримавши роль Кім в серіалі «CBS Summer Playhouse» і з цього моменту практично щороку знімається в кількох телевізійних багатосерійних фільмах, пілотних проєктах і телефільмах. У 1993 році дебютувала на Бродвеї у виставі «Ангели в Америці». Її робота була відзначена номінацією на премію «Тоні».
З перших телефільмів з її участю можна відзначити «Коджак: не такий сліпий» (1990), «Лихоманка» (1991), «Сінатра» (1992), пізніші — «Праця любові» (1998), «Привиди минулого» (2000) і «Тусовщиця» (2004).
Яскравою роботою, за яку акторка номінована була на премію «Еммі», стала роль спеціальної агентки ФБР Дани Льюїс у серіалі «Закон і порядок. Спеціальний корпус» (2005—2013). Вона з'явилася у серіалі як запрошена зірка восьмого сезону і в одному з епізодів дванадцятого сезону.
У 2009 році отримала «Тоні» за роль в п'єсі «Бог різанини» на Бродвеї.

## Особисте життя
У 1996 році на зйомках фільму «Гриль-бар „Порох“» Марсія Гарден знімалася з актором Таддеусом Шилом та актркою Еллен Берстін. З першим вона одружилася, а друга стала її подругою і хрещеною матір'ю її дітей. З чоловіком виховує трьох дітей: дочка Еулалія Грейс (1998) та близнят Джулітту Ді і Гадсона Гарда (2004). Сім'я мешкає в Нью-Йорку.

## Фільмографія
| Рік       |    | Українська назва                          | Оригінальна назва                                                     | Роль                                              |
| --------- | -- | ----------------------------------------- | --------------------------------------------------------------------- | ------------------------------------------------- |
| 2023      | ф  | Кілер іде геть                            | Knox Goes Away                                                        | Рубі Нокс                                         |
| 2020      | ф  |                                           | Pink Skies Ahead                                                      | Памела                                            |
| 2020      | с  | Поселенці                                 | Barkskins                                                             | Матільда Ґеффард (8 епізодів)                     |
| 2020      | с  | Мільйон дрібниць                          | A Million Little Things                                               | Аліса Мендес (1 епізод)                           |
| 2019      | с  | Ранкове шоу                               | The Morning Show                                                      | Меггі Бренер (6 епізодів)                         |
| 2019      | мс | Кінь БоДжек                               | BoJack Horseman                                                       | Мелоді / Маккейтлін / Деніз (голоси, 2 епізоди)   |
| 2019      | с  |                                           | Reef Break                                                            | Бетті Енн Міллер (1 епізод)                       |
| 2019      | ф  |                                           | Point Blank                                                           | л-нт Льюїс                                        |
| 2019      | кф |                                           | The Cold Open                                                         | камео                                             |
| 2019      | тф |                                           | Love You To Death                                                     | Каміла Столлер                                    |
| 2015—2018 | с  | Реанімація                                | Code Black                                                            | д-р Ліенн Роріш (47 епізодів)                     |
| 2018      | кф | Найкращі вороги                           | Best Enemies                                                          | мама Софі                                         |
| 2018      | ф  | П'ятдесят відтінків свободи               | Fifty Shades Freed                                                    | Грейс Грей                                        |
| 2017      | ф  | П'ятдесят відтінків темряви               | Fifty Shades Darker                                                   | Грейс Тревельян Грей                              |
| 2016      | ф  | Полювання на роботу                       | Get a Job                                                             | Кетрін Данн                                       |
| 2015      | ф  | Після слів                                | After Words                                                           | Джейн                                             |
| 2015      | ф  | Суперстюард                               | Larry Gaye: Renegade Male Flight Attendant                            | президент «FAFAFA»                                |
| 2015      | с  | Як уникнути покарання за вбивство         | How to Get Away with Murder                                           | Ханна Кітінг (4 епізоди)                          |
| 2015      | ф  | П'ятдесят відтінків сірого                | Fifty shades of Grey                                                  | пані Грей                                         |
| 2015      | ф  | Бабуся                                    | Grandma                                                               | Джуді                                             |
| 2013—2014 | с  | Новини                                    | The Newsroom                                                          | Ребека Голлідей (10 епізодів)                     |
| 2014      | ф  | Ти — не ти                                | You're Not You                                                        | Елізабет                                          |
| 2014      | ф  | Магія місячного сяйва                     | Magic in the Moonlight                                                | пані Бейкер                                       |
| 2013—2014 | с  | Трофейна дружина                          | Trophy Wife                                                           | Діана Баклі (22 епізоди)                          |
| 2014      | ф  | Ельза та Фред                             | Elsa & Fred                                                           | Лідія                                             |
| 2013      | ф  | Літнє віно                                | The Wine of Summer                                                    | Шеллі                                             |
| 2013      | ф  | Паркленд                                  | Parkland                                                              | медсестра Доріс Нельсон                           |
| 2013      | с  |                                           | Above Average Presents                                                | 1 епізод                                          |
| 2005—2013 | с  | Закон і порядок: Спеціальний корпус       | Law & Order: Special Victims Unit                                     | Стар Моррісон / агент ФБР Дейна Льюїс (4 епізоди) |
| 2012—2013 | мс | Трон: Повстання                           | TRON: Uprising                                                        | Келлер (голос, 2 епізоди)                         |
| 2012      | тф | Ізабель                                   | Isabel                                                                | Френсіс Лоренц                                    |
| 2012      | с  | Bent                                      | Ванесса Картер (1 епізод)                                             |                                                   |
| 2012      | с  | Тіло як доказ                             | Body of Proof                                                         | Шейла Темпл (1 епізод)                            |
| 2012      | ф  | Ной                                       | Noah                                                                  | Аама (voice)                                      |
| 2012      | ф  |                                           | If I Were You                                                         | Медлін                                            |
| 2011      | тф |                                           | Smothered                                                             | Френ                                              |
| 2011      | тф |                                           | Innocent                                                              | Барбара Сабіч                                     |
| 2011      | ф  | Одного разу цей біль принесе тобі користь | Someday This Pain Will Be Useful to You                               | Марджорі                                          |
| 2011      | ф  | Учитель на заміну                         | Detachment                                                            | директор Керол Дієрден                            |
| 2011      | тф |                                           | Amanda Knox                                                           | Едда Меллас                                       |
| 2010      | мф | Котяче життя                              | Une vie de chat                                                       | Джин (голос в англ. версії)                       |
| 2010      | с  | Дорогий доктор                            | Royal Pains                                                           | д-р Елізабет Блер (3 епізоди)                     |
| 2009      | ф  | Котися!                                   | Whip It                                                               | Брук Келендар                                     |
| 2009      | ф  | Крадіжка в музеї                          | The Maiden Heist                                                      | Роуз Барлоу                                       |
| 2009      | тф | Діти Ірени Сендлер                        | The Courageous Heart of Irena Sendler                                 | Яніна Кржижановська, бабуся Ірени Сендлер         |
| 2009      | с  | Збиток                                    | Damages                                                               | Клер Меддокс (13 (7) епізодів)                    |
| 2008      | тф |                                           | The Tower                                                             | Зої Кефріц (Zoe Cafritz)                          |
| 2008      | ф  | Різдвяний будиночок                       | Christmas Cottage                                                     | Меріенн Кінкейд                                   |
| 2008      | тф | Секс і брехня у місті гріхів              | Sex and Lies in Sin City                                              | Бекі Бініон                                       |
| 2008      | ф  | Дім                                       | Home                                                                  | Інга                                              |
| 2007      | ф  | Імла                                      | The Mist                                                              | пані Кармоді                                      |
| 2007      | ф  |                                           | Rails & Ties                                                          | Меган Старк                                       |
| 2007      | ф  | Тепер я йду у дику далечінь               | Into the Wild                                                         | Біллі Маккендлесс                                 |
| 2007      | ф  | Невидимий                                 | The Invisible                                                         | Діана Павелл                                      |
| 2006      | тф |                                           | Drift                                                                 | Шеріл                                             |
| 2006      | ф  | Мертва дівчинка                           | The Dead Girl                                                         | Мелора                                            |
| 2006      | ф  |                                           | Canvas                                                                | Мері Маріно                                       |
| 2006      | ф  | Містифікація                              | The Hoax                                                              | Едіт Ірвінг                                       |
| 2006      | тф |                                           | In from the Night                                                     | Вікі Міллер                                       |
| 2006      | ф  | Американська мрія                         | American Dreamz                                                       | Перша леді                                        |
| 2005      | тф |                                           | Hate                                                                  | Джекі Монтелло                                    |
| 2005      | тф | Фелісіті: Історія юної американки         | Felicity: An American Girl Adventure                                  | пані Марта Меррімен                               |
| 2005      | ф  | Американська зброя                        | American Gun                                                          | Джанет Гаттенсон                                  |
| 2005      | с  | (документальний)                          | American Masters                                                      | Вілла Кетер (голос, 1 епізод)                     |
| 2005      | ф  |                                           | Bad News Bears                                                        | Ліз Вайтвуд                                       |
| 2004      | ф  | Постскриптум                              | P.S.                                                                  | Міссі Голдберг                                    |
| 2004      | тф |                                           | See You in My Dreams                                                  | Анджела Браун                                     |
| 2004      | ф  | Вітаємо у Музпорті                        | Welcome to Mooseport                                                  | Грейс Сатерленд                                   |
| 2004      | тф | Вона надто молода                         | She's Too Young                                                       | Тріш Вогель                                       |
| 2003      | ф  | Зовсім як Мона                            | Just Like Mona                                                        |                                                   |
| 2003      | ф  | Посмішка Мони Лізи                        | Mona Lisa Smile                                                       | Ненсі Еббі                                        |
| 2003      | ф  |                                           | Casa de los babys / House of the Babies                               | Нен                                               |
| 2003      | ф  | Таємнича річка                            | Mystic River                                                          | Селеста Бойл                                      |
| 2002      | тф |                                           | In the Echo                                                           |                                                   |
| 2001—2002 | с  | Освіта Макса Бікфорда                     | The Education of Max Bickford                                         | Андреа Гескелл (22 епізоди)                       |
| 2002      | тф | Король Техасу                             | King of Texas                                                         | пані Сюзанна Лієр Тамлінсон                       |
| 2002      | тф | Винні серця                               | Guilty Hearts                                                         | Дженні Моран                                      |
| 2001      | тф |                                           | Walking Shadow                                                        | Сьюзен Сільверман                                 |
| 2001      | ф  |                                           | Gaudi Afternoon                                                       | Френкі                                            |
| 2000      | тф |                                           | From Where I Sit                                                      | Шерон                                             |
| 2000      | тф |                                           | Thin Air                                                              | Сьюзен Сільверман                                 |
| 2000      | ф  | Поллок                                    | Pollock                                                               | Лі Краснер                                        |
| 2000      | ф  | Космічні ковбої                           | Space Cowboys                                                         | Сара Голланд                                      |
| 1999      | тф |                                           | Spenser: Small Vices                                                  | Сьюзен Сільверман                                 |
| 1998      | ф  | Знайомтеся — Джо Блек                     | Meet Joe Black                                                        | Елісон                                            |
| 1998      | ф  | Новорічна історія                         | Curtain Call                                                          | Мішель Тіппет                                     |
| 1998      | тф |                                           | Labor of Love                                                         | Енні Пайнс                                        |
| 1998      | ф  | Відчайдушні заходи                        | Desperate Measures                                                    | д-р Саманта Гокінс                                |
| 1997      | ф  | Флаббер                                   | Flubber                                                               | д-р Сара Джин Рейнольдс                           |
| 1997      | тф |                                           | Path to Paradise: The Untold Story of the World Trade Center Bombing. | Ненсі Флойд                                       |
| 1996      | ф  | Фатальна яхта                             | Far Harbor                                                            | Арабелла                                          |
| 1996      | ф  | Клуб перших дружин                        | The First Wives Club                                                  | д-р Леслі Розен                                   |
| 1996      | ф  | Невинищений шпигун                        | Spy Hard                                                              | пані Чівус                                        |
| 1996      | ф  | Денні мандрівники                         | The Daytrippers                                                       | Ліббі                                             |
| 1996      | ф  |                                           | The Spitfire Grill                                                    | Шелбі Ґоддард                                     |
| 1995      | с  | Убивчий відділ                            | Homicide: Life on the Street                                          | Джоан Ґарбарек (1 епізод)                         |
| 1995      | с  | Занепалі ангели                           | Fallen Angels                                                         | Марі (1 епізод)                                   |
| 1995      | тф |                                           | Convict Cowboy                                                        | Меггі                                             |
| 1995      | с  | Великі виступи                            | Great Performances                                                    | 1 епізод                                          |
| 1995      | с  | Чиказька надія                            | Chicago Hope                                                          | Барбара Томілсон (1 епізод)                       |
| 1994      | ф  | Безпечний прохід                          | Safe Passage                                                          | Синтія                                            |
| 1993      | кф |                                           | Geoffrey Beene 30                                                     | жінка                                             |
| 1992      | ф  | Другий подих                              | Used People                                                           | Норма                                             |
| 1992      | с  | Сінатра                                   | Sinatra                                                               | Ава Гарднер (2 епізоди)                           |
| 1992      | ф  |                                           | Crush                                                                 | Лейн                                              |
| 1991      | ф  | Запізнілі на вечерю                       | Late for Dinner                                                       | Джой Гасбенд                                      |
| 1991      | тф |                                           | Fever                                                                 | Лейсі                                             |
| 1991      | тф |                                           | In Broad Daylight                                                     | Адіна Ровен                                       |
| 1990      | ф  | Перехрестя Міллера                        | Miller's Crossing                                                     | Верна                                             |
| 1990      | тф |                                           | Kojak: None So Blind                                                  | Анджеліна                                         |
| 1989      | с  | Гедеон Олівер                             | Gideon Oliver                                                         | Ліла (1 епізод)                                   |
| 1988      | с  | Саймон і Саймон                           | Simon & Simon                                                         | Джоан, бібліотекарка (1 епізод)                   |
| 1988      | тф | (документальний)                          | Superman 50th Anniversary                                             | Марсія Коннелі                                    |
| 1987      | с  |                                           | CBS Summer Playhouse                                                  | Кім (1 епізод)                                    |
| 1986      | ф  |                                           | The Imagemaker                                                        | помічниця режисера                                |
| 1979      | кф |                                           | Not Only Strangers                                                    |                                                   |